# 赤穂郡
- 令制国一覧 > 山陽道 > 播磨国 > 赤穂郡
- 日本 > 近畿地方 > 兵庫県 > 赤穂郡

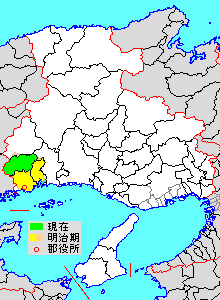
兵庫県赤穂郡の位置（緑：上郡町 薄黄：後に他郡に編入された区域 水色：後に他郡から編入した区域）

赤穂郡（あこうぐん）は、兵庫県（播磨国）の郡。
人口12,797人、面積150.26km²、人口密度85.2人/km²。（2025年2月1日、推計人口）
以下の1町を含む。
- 上郡町（かみごおりちょう）

## 郡域
1879年（明治12年）に行政区画として発足した当時の郡域は、上記1町のほか、下記の区域にあたる。
- 赤穂市の大部分（福浦を除く）
- 相生市の大部分（野瀬・那波野を除く）
- たつの市の一部（新宮町二柏野および新宮町光都の一部）
- 佐用郡佐用町の一部（大酒・小赤松）

## 歴史

### 近世以降の沿革
- 「旧高旧領取調帳」に記載されている明治初年時点での支配は以下の通り。○は村内に寺社除地[2]が存在。幕府領は龍野藩預地。（1町124村）

| 知行         | 知行           | 村数     | 村名 |
| ------------ | -------------- | -------- | --- |
| 幕府領       | 幕府領         | 24村     | 上土井村、○真広村、二木村、○小河村、門野村、榊村、二柏野村、大杉野村、與井村、與井新村、新山寺、佐用谷村、宇野山村、休次村、中野村（現・上郡町）、原村、牟礼東村、下村、山野里村、河野原村、苔縄村、赤松村、細野村、大酒村 |
| 幕府領       | 旗本領         | 12村     | 上松村、入野村、東後明村、高野須村、西後明村、宮野尾村、八洞村、雨内村、出村、田井村、若狭野村、奥野山村 |
| 藩領         | 播磨赤穂藩     | 1町 39村 | 真木村、鳥撫村、織方村、木生谷村、大津村、新田村、塩屋村、加里屋町、中村、尾崎村、新浜村、坂越村、南野中村、北野中村、砂子村、浜市村、木津村、目坂村、根木村、高野村、佐方村、那波村、陸村、相生村、池之内村、楢原村、真殿村、中山村、栗栖村、下菅生村、上菅生村、黒沢村、西有年村、宿村、船坂村、落地村、上栗原村、下栗原村、別名村、名村 |
| 藩領         | 摂津尼崎藩     | 28村     | 下土井村、下田村、瓜生村、上村、森村、中野村（現・相生市）、金坂村、釜出村、金出地村、鍋倉村、野桑村、尾長谷村、上郡村、西之山村、神明寺村、宇治山村、奥村、高田宿村、正福寺村、周世村、高山村、行頭村、大皆坂村、大持村、井上村、大枝村、細念村、小赤松村                                                                                 |
| 藩領         | 播磨安志藩     | 18村     | 下頃村、菅谷村、能下村、三濃山村、富万寺、小野豆村、釜島村、横尾村、大枝新村、鍛冶村、倉尾村、小皆坂村、黒石村、抜位村、市原村、柏野村、楠木村、国見村 |
| 藩領         | 赤穂藩・尼崎藩 | 2村      | 岡村、竹万村 |
| 幕府領・藩領 | 旗本領・尼崎藩 | 1村      | 寺田村 |

- 明治初年 - 栗栖村・下菅生村・上菅生村が合併して東有年村となる。（1町122村）
- 明治2年（1869年） - 旗本領が兵庫県の管轄となる。
- 明治3年（1870年）
  - 11月 - 兵庫県の管轄地域が生野県の管轄となる。
  - 黒沢村が東有年村に合併。（1町121村）
- 明治4年
  - 3月 - 龍野藩預地が生野県の管轄となる。
  - 7月14日（1871年8月29日） - 廃藩置県により、藩領が赤穂県、尼崎県、安志県の管轄となる。
  - 11月2日（1871年12月13日） - 第1次府県統合により、全域が姫路県の管轄となる。
  - 11月9日（1871年12月20日） - 飾磨県の管轄となる。
  - 加里屋町のうち城下武家地を分離して上仮屋町が起立。（2町121村）
- 明治5年（1872年） - 根木村・周世村が合併して立巌村となる。（2町120村）
- 明治9年（1876年）（2町113村）
  - 8月21日 - 第2次府県統合により兵庫県の管轄となる。
  - 真木村・鳥撫村が合併して鷆和村となる。
  - 小皆坂村・黒石村・抜位村・市原村が合併して旭日村となる。
  - このころ細念村・鍛冶村・倉尾村が合併して岩木村となる。
  - 国見村が楠木村に合併。
- 明治10年（1877年）（2町106村）
  - 宿村・船坂村が合併して梨ヶ原村となる。
  - 上栗原村・下栗原村が合併して栗原村となる。
  - 名村・大皆坂村・岡村が合併して八保村となる。
  - このころ鍋倉村・大杉野村・富万寺が合併して大富村となる。
  - このころ新山寺が奥村に合併。
- 明治11年（1878年）（2町102村）
  - 高野須村・宮野尾村が合併して野々村となる。
  - 田井村・奥野山村が合併して福井村となる。
  - 門野村が榊村に、下頃村が下田村にそれぞれ合併。
- 明治12年（1879年）1月8日 - 郡区町村編制法の兵庫県での施行により、行政区画としての赤穂郡が発足。郡役所が加里屋町に設置。

### 町村制以降の沿革

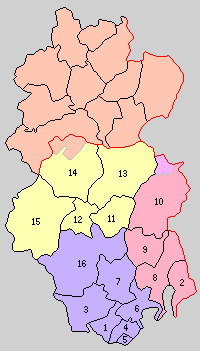
1.赤穂町 2.相生村 3.塩屋村 4.尾崎村 5.新浜村 6.坂越村 7.高雄村 8.那波村 9.若狭野村 10.矢野村 11.高田村 12.上郡村 13.鞍居村 14.赤松村 15.船坂村 16.有年村（紫：赤穂市 赤：相生市 桃：たつの市 黄：上郡町 橙：佐用郡佐用町）

- 明治22年（1889年）4月1日 - 町村制の施行により、以下の町村が発足。（1町15村）
  - 赤穂町 ← 加里屋町、上仮屋町、中村（現・赤穂市）
  - 相生村 ← 相生村、揖西郡野瀬村（現・相生市）
  - 塩屋村 ← 塩屋村、新田村、大津村、木生谷村、織方村、鷆和村（現・赤穂市）
  - 尾崎村（単独村制。現・赤穂市）
  - 新浜村（単独村制。現・赤穂市）
  - 坂越村 ← 坂越村、北野中村、南野中村、浜市村、高野村、砂子村（現・赤穂市）
  - 高雄村 ← 立巌村、目坂村、木津村、真殿村、中山村（現・赤穂市）
  - 那波村 ← 那波村、佐方村、陸村、池之内村（現・相生市）
  - 若狭野村 ← 野々村、入野村、東後明村、西後明村、若狭野村、福井村、上松村、出村、八洞村、雨内村、下土井村、寺田村（現・相生市）
  - 矢野村 ← 榊村、能下村、釜出村、金坂村、中野村、森村、三濃山村、瓜生村、上村、菅谷村、二木村、真広村、上土井村、小河村、下田村（現・相生市）、二柏野村（現・たつの市）
  - 高田村 ← 中野村、正福寺村、神明寺村、宇治山村、宇野山村、小野豆村、與井新村、與井村、奥村、休次村、釜島村、佐用谷村、高田宿村、西之山村（現・上郡町）
  - 上郡村 ← 上郡村、井上村、大持村、山野里村、竹万村（現・上郡町）
  - 鞍居村 ← 野桑村、尾長谷村、大富村、金出地村（現・上郡町）
  - 赤松村 ← 苔縄村、大枝村、大枝新村、岩木村、柏野村、細野村、赤松村、河野原村、楠木村（現・上郡町）、旭日村（現・上郡町、佐用郡佐用町）、大酒村、小赤松村（現・佐用郡佐用町）
  - 船坂村 ← 八保村、栗原村、落地村、行頭村、下村、別名村、高山村、梨ヶ原村（現・上郡町）
  - 有年村 ← 東有年村、西有年村、横尾村、楢原村、牟礼東村、原村（現・赤穂市）
- 明治24年（1891年）3月25日 - 矢野村の一部（二栢野）が揖西郡西栗栖村に編入。
- 明治29年（1896年）7月1日 - 郡制を施行。
- 大正2年（1913年）
  - 1月1日 - 相生村が町制施行して相生町となる。（2町14村）
  - 4月1日 - 上郡村が町制施行して上郡町となる。（3町13村）
- 大正12年（1923年）4月1日 - 郡会が廃止。郡役所は存続。
- 大正15年（1926年）7月1日 - 郡役所が廃止。以降は地域区分名称となる。
- 昭和6年（1931年）11月1日 - 那波村が町制施行して那波町となる。（4町12村）
- 昭和11年（1936年）8月1日 - 坂越村が町制施行して坂越町となる。（5町11村）
- 昭和12年（1937年）4月1日 - 塩屋村・尾崎村・新浜村が赤穂町に編入。（5町8村）
- 昭和14年（1939年）4月1日 - 那波町が相生町に編入。（4町8村）
- 昭和17年（1942年）10月1日 - 相生町が市制施行して相生市となり、郡より離脱。（3町8村）
- 昭和26年（1951年）9月1日 - 赤穂町・坂越町・高雄村が合併して赤穂市が発足し、郡より離脱。（1町7村）
- 昭和29年（1954年）8月1日 - 若狭野村・矢野村が相生市に編入。（1町5村）
- 昭和30年（1955年）
  - 3月25日 - 赤松村の一部（大酒・小赤松および旭日のうち字抜位）が佐用郡久崎町に編入。上郡町・高田村・鞍居村・船坂村および赤松村の残部（苔縄・大枝・大枝新・岩木・柏野・細野・赤松・河野原・楠木および旭日の残部）が合併し、改めて上郡町が発足。（1町1村）
  - 4月1日 - 有年村が赤穂市に編入。（1町）

### 変遷表
| 明治22年以前                          | 明治22年4月1日 | 明治22年 - 昭和9年         | 昭和10年 - 昭和19年                     | 昭和10年 - 昭和19年         | 昭和20年 - 昭和29年         | 昭和30年 - 昭和64年                 | 昭和30年 - 昭和64年          | 平成1年 - 現在               | 現在          |
| ------------------------------------- | -------------- | -------------------------- | --------------------------------------- | --------------------------- | --------------------------- | ----------------------------------- | ---------------------------- | ---------------------------- | ------------- |
|                                       | 相生（おお）村 | 大正2年1月1日 町制 相生町  | 昭和14年4月11日 改称 相生（あいおい）町 | 昭和17年10月1日 市制 相生市 | 相生市                      | 相生市                              | 相生市                       | 相生市                       | 相生市        |
|                                       | 那波村         | 昭和6年11月1日 町制 那波町 | 昭和14年4月1日 相生町に編入             | 昭和17年10月1日 市制 相生市 | 相生市                      | 相生市                              | 相生市                       | 相生市                       | 相生市        |
|                                       | 若狭野村       | 若狭野村                   | 若狭野村                                | 若狭野村                    | 昭和29年8月1日 相生市に編入 | 相生市                              | 相生市                       | 相生市                       | 相生市        |
|                                       | 矢野村         | 矢野村                     | 矢野村                                  | 矢野村                      | 昭和29年8月1日 相生市に編入 | 相生市                              | 相生市                       | 相生市                       | 相生市        |
| 明治24年3月25日 揖西郡 西栗栖村に編入 | 矢野村         | 揖保郡西栗栖村             | 揖保郡西栗栖村                          | 昭和26年4月1日 揖保郡新宮町 | 揖保郡新宮町                | 揖保郡新宮町                        | 平成17年10月1日 たつの市     | たつの市                     |               |
|                                       | 赤穂町         | 赤穂町                     | 赤穂町                                  | 赤穂町                      | 昭和26年9月1日 赤穂市       | 赤穂市                              | 赤穂市                       | 赤穂市                       | 赤穂市        |
|                                       | 塩屋村         | 塩屋村                     | 昭和12年4月1日 赤穂町に編入             | 昭和12年4月1日 赤穂町に編入 | 昭和26年9月1日 赤穂市       | 赤穂市                              | 赤穂市                       | 赤穂市                       | 赤穂市        |
|                                       | 尾崎村         | 尾崎村                     | 昭和12年4月1日 赤穂町に編入             | 昭和12年4月1日 赤穂町に編入 | 昭和26年9月1日 赤穂市       | 赤穂市                              | 赤穂市                       | 赤穂市                       | 赤穂市        |
|                                       | 新浜村         | 新浜村                     | 昭和12年4月1日 赤穂町に編入             | 昭和12年4月1日 赤穂町に編入 | 昭和26年9月1日 赤穂市       | 赤穂市                              | 赤穂市                       | 赤穂市                       | 赤穂市        |
|                                       | 坂越村         | 坂越村                     | 昭和11年8月1日 町制 坂越町              | 昭和11年8月1日 町制 坂越町  | 昭和26年9月1日 赤穂市       | 赤穂市                              | 赤穂市                       | 赤穂市                       | 赤穂市        |
|                                       | 高雄村         | 高雄村                     | 高雄村                                  | 高雄村                      | 昭和26年9月1日 赤穂市       | 赤穂市                              | 赤穂市                       | 赤穂市                       | 赤穂市        |
|                                       | 有年村         | 有年村                     | 有年村                                  | 有年村                      | 有年村                      | 昭和30年4月1日 赤穂市に編入         | 昭和30年4月1日 赤穂市に編入  | 赤穂市                       | 赤穂市        |
|                                       | 上郡村         | 大正2年4月1日 町制 上郡町  | 上郡町                                  | 上郡町                      | 上郡町                      | 昭和30年3月25日 上郡町              | 昭和30年3月25日 上郡町       | 上郡町                       | 上郡町        |
|                                       | 高田村         | 高田村                     | 高田村                                  | 高田村                      | 高田村                      | 昭和30年3月25日 上郡町              | 昭和30年3月25日 上郡町       | 上郡町                       | 上郡町        |
|                                       | 鞍居村         | 鞍居村                     | 鞍居村                                  | 鞍居村                      | 鞍居村                      | 昭和30年3月25日 上郡町              | 昭和30年3月25日 上郡町       | 上郡町                       | 上郡町        |
|                                       | 船坂村         | 船坂村                     | 船坂村                                  | 船坂村                      | 船坂村                      | 昭和30年3月25日 上郡町              | 昭和30年3月25日 上郡町       | 上郡町                       | 上郡町        |
|                                       | 赤松村         | 赤松村                     | 赤松村                                  | 赤松村                      | 赤松村                      | 昭和30年3月25日 上郡町              | 昭和30年3月25日 上郡町       | 上郡町                       | 上郡町        |
|                                       | 赤松村         | 赤松村                     | 赤松村                                  | 赤松村                      | 赤松村                      | 昭和30年3月25日 佐用郡 久崎町に編入 | 昭和33年6月15日 佐用郡上月町 | 平成17年10月1日 佐用郡佐用町 | 佐用郡 佐用町 |

## 行政
歴代郡長
| 代 | 氏名 | 就任年月日               | 退任年月日                | 備考                   |
| -- | ---- | ------------------------ | ------------------------- | ---------------------- |
| 1  |      | 明治12年（1879年）1月8日 |                           |                        |
|    |      |                          | 大正15年（1926年）6月30日 | 郡役所廃止により、廃官 |

## 関連文献
- 岩崎元一 編『赤穂郡史話』豊岡与一、1892年。NDLJP:765372。